# Carabodes ornatissimus
Carabodes ornatissimus är en kvalsterart som beskrevs av Hammer 1966. Carabodes ornatissimus ingår i släktet Carabodes och familjen Carabodidae. Inga underarter finns listade.